# Nariman Point
Nariman Point je obchodní čtvrť v indickém městě Bombaj (Mumbai). Nachází se na západním pobřeží, v samotném středu města, jižně a západně od lokality Churchgate. Typická je pro své výškové budovy, široké ulice se stromořadími a zahraničními ambasádami.
Nacházejí se zde také sídla řady indických společností (například Air India) a několik divadel (Tata Theatre, Jamshed Bhabha Theater nebo Godrej Dance Theatre), v neposlední řadě potom i veřejné budovy státu Maháráštra.

## Historie
Čtvrť byla zbudována v moderní době zasypáním mělkého moře. Svůj název má čtvrť podle městského pracovníka Churšída Framdží Narimana, který prosadil částečné zasypání zátoky Back Bay směrem na západ a na jih. Na mapách z 50. let 20. století se již lokalita objevuje s popiskem under reclamation (zasypávání moře). Moře bylo zasypáno nepotřebným materiálem, odpadem a zbytky staveb z celé Bombaje. Novou břežní čáru měla vytvořit sypaná hráz z kamení, které bylo dovezené z 30 km vzdáleného lomu. Původní projekt předpokládal s rozšířením města dále na jih, projekt byl realizován pouze zčásti. Zpomalení způsobily technické obtíže, které si vyžadovaly další stavební práce a neustálý růst nákladů. Nepodařilo se jej zrealizovat v předpokládaném horizontu pěti let, padla také řada žalob. Nová čtvrť přímo v centru měla umožnit novou a moderní výstavbu, která by snížila enormní hustotu zalidnění v druhém největším indickém městě. Výškové budovy byly zbudovány v závěru 70. let, staly se dominantou města a proto je Nariman Point přezdíván Bombajský mini Manhattan.
Exkluzivita čtvrti co do cen pozemků a nemovitostí nicméně klesla po Velké recesi v roce 2008; do té doby se jednalo jednu z 10 nejdražších lokalit na světě. Její význam byl dán skutečností, že na rozdíl od jiných částí Bombaje zde není možné zástavbu dále rozšiřovat, míra dopravy a dalšího zatížení se tak nemůže zvyšovat, jako je tomu v případě Navi Mumbai (Nové Bombaje), která roste severovýchodním směrem od starého města. Svoji roli nicméně do jisté míry Nariman Point ztratil po roce 2010. Ještě v roce 2012 zde v důsledku finančního krachu byla prázdná téměř čtvrtina všech komerčních prostor.
Výhledově se počítá s výstavbou rychlostní komunikace jižně od Nariman Pointu po mostě přes zátoku Back Bay.